# 伊達正男
伊達 正男（だて まさお、1911年2月25日 - 1992年8月30日）は、東京六大学野球・社会人野球で活躍した野球選手である。右投右打。

## 来歴
旧制市岡中学（現大阪府立市岡高等学校）2年時から野球を始め、全国大会に4度出場。ポジションは捕手で、時にマウンドにも登った。神戸高等商業学校（現・神戸大学）を受ける予定だったが市岡中の大先輩だった佐伯達夫から薦められて第二早稲田高等学院に進学した（のち早稲田大学商学部に進む）。
入学早々1928年東京六大学野球春季リーグ戦で32打数15安打、打率.469の高率で首位打者を獲得した。1年生春の首位打者は伊達が初めてで、その後1992年の早大・大森篤まで現れなかった。以後強打の捕手・一塁手としてチームの中軸を担った。
1931年春、エース小川正太郎が胸部疾患のため早明戦を最後に戦列を離れ、早大投手陣が火の車になったことを受けて投手に転向。そのシーズンの早慶戦で3日連続完投して2勝1敗で慶大に3シーズンぶりに勝利した。この連投は伊達の三連投として絶賛され（後述）、時事新報社が設けるリーグ戦の殊勲賞に選ばれた。

この活躍がもとで同年11月に読売新聞社が招聘した米大リーグ選抜チームに対する全日本チームに選ばれ、11月8日の大リーグ選抜対早大の試合では6回まで1失点に抑える好投を見せた。
5年間の通算成績は投手として11勝7敗、打者として82試合出場、284打数87安打、打率.306、0本塁打、45打点。
1933年の卒業後は日本生命に就職し、社会人野球の全大阪チームに加わり、1934年の第8回全日本都市対抗野球大会でエース・五番打者として初優勝に貢献した。同年来日したベーブ・ルースを中心とする大リーグ選抜チームに対する全日本チームにも選ばれここでもあわや勝利の好投を演じた。この全日本チームが大日本東京野球倶楽部の原型となり、当然のようにチーム総監督で早大入学時の監督だった市岡忠男がプロ入りを熱心に勧めたがこれを断った。
戦後は全大阪の監督兼投手として都市対抗野球大会に出場した。1955年からは阪急ブレーブスのコーチとして5年間指導し、梶本隆夫・米田哲也の「ヨネ・カジ」両エースの成長に貢献した。このほか選抜大会の選考委員、甲子園大会の審判、野球殿堂特別表彰委員なども歴任した。
1988年、特別表彰で野球殿堂入りした。
戦前、 阪神甲子園球場そばには「野球塔」と呼ばれる塔があった。夏の甲子園大会20回を記念して建てられたものだったが、塔の下部にバッティングの構えをした立像が据えられていた。このモデルが伊達であった。

## 米大リーグ選抜戦での好投

### 「三連投」の伏線
伊達はもともと中学時代から捕手であった。しかし中学時代にマウンドに上った経験があり、高松商業の水原茂や和歌山中学の小川正太郎らと投げ合ったこともあった。遠投は120mと強肩を誇り、速球に加えて変化球も投げられたという。本人が「1試合で四球は1個か2個くらい」と語るほど制球力も確かだった。

早大に進んだ1930年秋のリーグ戦、早慶戦は春から3連敗中、1回戦で小川らを使ったものの敗れ窮した早大・森茂雄監督代行に相談を受けた伊達が、自ら進言して2回戦のマウンドに立った。
結果は5回3失点で途中降板（伊達は敗戦投手に）、加えて8回に三塁走者だった伊達が外野フライでタッチアップしたときの離塁が早いとしてアウトの判定を受けてしまった。伊達は『週刊朝日』に抗議文を寄稿し、後年までこの判定が間違っていると主張したが、それほどに伊達は屈辱を味わい、心中雪辱を期した。

### 「伊達の三連投」

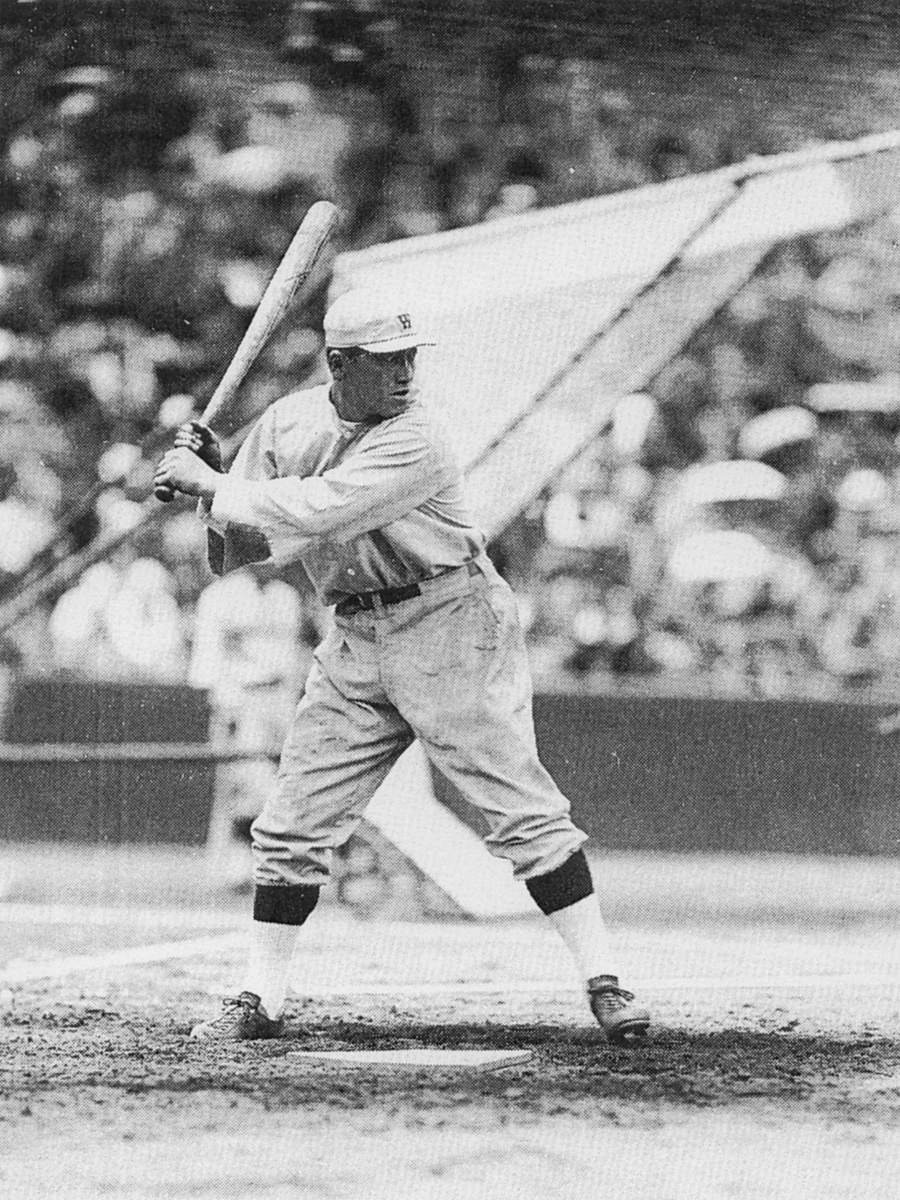
早大野球部時代の伊達正男（1928年）

1931年、先述のように小川が病気のため戦線離脱、早慶戦を前に早大投手陣は火の車になっていた。前年は春秋通じて慶大に1勝もできず、伊達にかかる期待は大きくなっていた。伊達も前年秋の汚名を雪ぐ絶好の機会と考えていた。

6月13日の1回戦、1回に2死1､3塁から名手三原脩が味方野手と衝突してまさかの落球をおかし2点を失った。その後伊達は慶大打線を1安打に抑えたものの打線が水原の前に沈黙、1-2で敗れた。
続く2回戦、2-2と同点にされた直後の7回に三原が一世一代のホームスチールを敢行して勝ち越す。勢いづいた早大はその後も加点し、伊達が慶大の反撃を9回の1点に抑えて連日の完投で1勝1敗のタイとした。早大6-3慶大。
6月15日に行われた3回戦、月曜日にもかかわらず神宮球場は超満員となった。先発投手は慶大水原、早大伊達。0-0で迎えた4回に早大は打線が爆発し4点を挙げた。伊達は慶大の反撃を食い止め、5-4で勝利した。
エースの連投・完投が当たり前だった当時の六大学においても、3日連続完投して勝ち越した例はなかった（明大湯浅禎夫が3連投したことがあるが1勝2敗だった）。加えて早慶戦は中等野球の有名選手が多く集い伝統の試合として今以上の注目を集めていた。そこでの快挙として伊達の三連投は絶賛されることとなった。
なお、この年慶大の「若き血」に対抗して早大は応援歌「紺碧の空」を発表、攻撃時守備時と流れるこの応援歌に伊達は大いに励まされたという。

### あわや大金星の好投
1931年秋に来日した大リーグ選抜チームは錚々たる面々を集めていた。後に殿堂入りした選手だけでレフティ・グローブ、ルー・ゲーリッグら7人が揃っており、後年日本の野球発展に貢献したフランク・オドールもメンバーの中にいた。なかでもグローブの剛速球はアナウンサーが「グローブ投手投げました。あっ見えません、ストライク！」と実況するほどの速さで「スモーク・ボール」の異名を持っていた。大リーグ選抜は全日本との試合の他に六大学の各校とも対戦を組んだ。
11月8日の対戦（大リーグ選抜対早大）でグローブは先発せず、早大は伊達を先発に立てた。伊達は6回まで6安打を打たれながら1失点の力投を見せた。すると早大打線が相手先発の疲れに乗じて6回に同点、7回に4点を奪い勝ち越した。詰めかけた観衆は快挙なるかと興奮のるつぼと化した。しかしここから大リーグ選抜が意地を見せた。2四球に2安打を絡めて1点を奪い伊達をマウンドから引きずり下ろすと代わった投手にも猛打を浴びせて7点を奪い逆転した。8回からは登板予定のなかったグローブが登板、打者6人を21球で全て三振に打ち取って格の違いを見せつけた。しかし敗れたものの本場のプロを追い込み本気にさせた伊達の力投は評価され、遠征に同行した米人記者からも「投手がしっかりしている。伊達選手は大変にいい」と絶賛を受けた。
この試合から数日後、伊達はゲーリッグから「ヤンキースに来ないか」と誘われたという。
3年後ルースを中心とする大リーグ選抜が来日したときも伊達は1-5、5-6と敗れはしたものの好投した。このときの全日本で語り草になっているのは沢村栄治による静岡草薙球場での好投だが、開幕前はむしろ伊達の方が期待されていた。

## 著書
- 私の昭和野球史　戦争と野球のはざまから（1988年、ベースボール・マガジン社）ISBN 4-583-02681-1

## ほか参考文献
- 早慶戦90年（1993年、松尾俊治著、ベースボール・マガジン社）ISBN 4-583-03086-X
- 早稲田大学野球部百年史（2002年、早稲田大学野球部・稲門倶楽部編）